# Ergilio Hato Stadium
Ergilio Hato Stadium – wielofunkcyjny stadion w Willemstad na Curaçao. Znany jest również jako Sentro Deportivo Korsou (SDK) i jest największym stadionem na wyspie, o pojemności 15 tys. widzów.
Stadion jest obecnie używany głównie dla meczów piłki nożnej, również będąc domową areną reprezentacji Curaçao w piłce nożnej. Jego nazwa pochodzi od Ergilio Hato, legendarnego piłkarza z wyspy.